# 野見山ひふみ
野見山 ひふみ（のみやま ひふみ、1924年8月28日 - ）は、福岡県出身の俳人。本名ヒフミ。旧姓・末崎。
稲築村（現嘉麻市）生まれ。福岡県立保健婦学校（現福岡県立大学看護学部）卒。1946年、野見山朱鳥と結婚。1947年、朱鳥の指導のもとで俳句をはじめ「ホトトギス」に投句、高浜虚子に師事。1952年、朱鳥の主宰誌「菜殻火」創刊に伴い発行事務を担当。1970年、朱鳥没後、遺言により「菜殻火」主宰を継承。句集に『秋の暮』『花文鏡』『野に遊ぶ』、編著に『野見山朱鳥全集』がある。